# Établissement public du culte
En France, un établissement public du culte est un type particulier d'établissement public, dont l'activité consiste à gérer, dans le domaine matériel, un ou des établissements relevant de l'un des quatre cultes reconnus : catholicisme, calvinisme, luthéranisme, judaïsme. 
Sous l'empire du régime concordataire, à partir de 1801, et jusqu'à la loi de séparation des Églises et de l'État en 1905, il existait des établissements publics du culte dans toute la France. 
Depuis 1924, le système subsiste dans les départements de la Moselle, du Bas-Rhin et du Haut-Rhin. 

## De 1801 à 1905

### Le statut des cultes
Les cultes catholique et protestants sont régis par la loi du 18 germinal an X (8 avril 1802) qui est composée du
Concordat du 15 juillet 1801 (dix-sept articles), des articles organiques du culte catholique (soixante-dix-sept articles) et des articles organiques des cultes protestants (quarante-quatre articles). 
Le culte israélite est reconnu, par le décret du 17 mars 1808 ; la loi du 8 février 1831 octroie un traitement aux « ministres du culte » israélites et l'ordonnance du 25 mai 1844 réglemente l'organisation du culte.
'

### Les établissements publics du culte
Sous le régime "concordataire", les établissements publics du culte étaient : 
- les fabriques qui gèrent les biens paroisses ;
- les menses curiales, épiscopales et capitulaires ;
- les caisses de retraites et maison de secour de prêtres ;
- les séminaires ;
- les consistoires ;
- les conseils presbytéraux[1].

#### Les fabriques
Le décret du 30 décembre 1809 organise le fonctionnement des fabriques dans chaque paroisse. 
Art. 1er. Les fabriques dont l’article 76 de la loi du 18 germinal an X a ordonné l’établissement sont chargées de veiller à l’entretien et à la conservation des temples; d’administrer les aumônes et les biens, rentes et perceptions autorisées par les lois et règlements, les sommes supplémentaires fournies par les communes, et généralement tous les fonds qui sont affectés à l’exercice du culte; enfin d’assurer cet exercice et le maintien de sa dignité, dans les églises auxquelles elles sont attachées, soit en réglant les dépenses qui y sont nécessaires, soit en assurant les moyens d’y pourvoir.
La fabrique est administrée par un conseil constitué du maire, du curé et de 5 à 9 marguilliers désignés parmi les notables. Les marguillers sont renouvelés par moitié tous les trois ans par cooptation. 
Le budget de la fabrique était soumis au conseil municipal puis approuvé par le préfet ou, à défaut d'accord, par le ministre chargé des cultes.

#### Les autres établissements publics
Les autres établissements publics du culte étaient soumis à la tutelle directe du Gouvernement. 
Les menses étaient régies par le décret du 6 novembre 1813 et les caisses de retraire par le décret du 13 thermidor an XIII. 
Les séminaires étaient soumis au décret du 23 ventôse an XII et liés pédagogiquement aux facultés de théologie.
Les petits séminaires n'avaient pas d'autonomie et étaient rattachés aux grands séminaires.
Les établissements publics du culte sont supprimés à l'article 2 de la Loi du 9 décembre 1905 concernant la séparation des Églises et de l'État.

## EnAlsace-Moselle
Les trois départements de la Moselle, du Bas-Rhin et du Haut-Rhin, qui étaient sous administration allemande en 1905, ont conservé le régime concordataire.

### Généralités
Dans les trois départements de la Moselle, du Bas-Rhin et du Haut-Rhin, les quatre cultes reconnus sont administrés par des établissements publics du culte. 
Ces établissements publics sont auto-financés, les dépenses étant supportées par les cotisations des fidèles. Toutefois, les collectivités territoriales sont tenues : 
- d'assurer le logement des ministres du culte ;
- de subvenir à l'insuffisance éventuelle de budget de l'établissement public ;
- de contribuer aux financements des constructions ou des grosses réparation des lieux de culte[3].

Ces établissements relèvent de la juridiction administrative (jugement du TA de Strasbourg de décembre 2008). Cette compétence de la jurisprudence administrative comporte une exception car il peut advenir qu’un établissement public du culte ait, sans déroger à son but, une activité industrielle et commerciale (exemple : en Alsace un établissement de culte administre un lieu de pèlerinage). En outre, l’établissement est aussi soumis à une tutelle administrative notamment en cas d’acquisition à titre onéreux ou gratuit. Le préfet a une faculté d’opposition au regard d’une libéralité. Donc la capacité juridique de l’établissement de culte est limitée. Ce dernier ne peut donc accomplir que des opérations dont l’objet entre dans ses attributions.

### Église catholique
En 2002, on comptait 649 paroisses dans le diocèse de Metz et 738 dans le diocèse de Strasbourg, chacune d'elles étant gérée par une fabrique. 
Les fabriques sont régies par le décret du 30 décembre 1809, modifié par l'ordonnance du 12 janvier 1825 et les décrets du 8 octobre 1970 et du 18 mars 1992. Depuis l'entrée en vigueur de ce dernier décret, le terme de « marguillier » a été supprimé et l'on parle désormais du « bureau de la fabrique ». 
Le conseil de fabrique comprend le curé ou le desservant, le maire ou le président de l'établissement public de coopération intercommunale et cinq ou neuf laïcs élus. Lorsque la paroisse couvre le territoire de plusieurs communes, le maire d'une autre commune siège également. 
À côté de chaque fabrique, existe une mense curiale, laquelle est également un établissement public des cultes. Mais lorsqu'un curé unique a la charge de plusieurs paroisses, les différentes menses se trouvent fusionnées en une, tel est le cas des communautés de paroisses.
Quatre établissements scolaires (|Collège épiscopal Saint-Étienne à Strasbourg, Collège épiscopal Saint André à Colmar, Collège épiscopal à Zillisheim et le séminaire des Jeunes à Walbourg) restent des établissements publics du culte. Ils sont d'anciens petits séminaires.

### Protestantisme
Chaque paroisse luthérienne ou réformée constitue un établissement public du culte. Le conseil se compose des pasteurs et de six à seize laïcs élus pour six ans. Le conseil jouit d'importantes attributions dans la gestion courante de la paroisse, l'administration du temporel, la vie spirituelle et pastorale. Il est également consulté sur la nomination des pasteurs. 
Il existe au niveau supérieur 40 consistoires de l'Église protestante de la Confession d'Augsbourg d'Alsace et de Lorraine (EPCAAL ou ECAAL) et cinq consistoires de l'Église protestante réformée d'Alsace et de Lorraine (EPRAL ou ERAL). 
Les assemblées consistoriales sont composées de l'ensemble des pasteurs du ressort, de deux délégués laïcs par paroisse et de membres cooptés. Le conseil comprend le président, le vice-président, le secrétaire et le trésorier. 
Les consistoires ont un rôle de coordination, de formation et de conseil à l'égard des paroisses. Ils organisent également les rassemblements de chrétiens de plusieurs paroisses. 
Depuis 2006, l’Union des Églises protestantes d'Alsace et de Lorraine ont constitué des services communs.

### Judaïsme
Les trois consistoires de Colmar, Metz et Strasbourg sont les seuls établissements publics du culte juifs. Ils sont soumis au décret du 22 juillet 1872. 
Chaque consistoire est administré par un conseil composé du grand rabbin et de six laïcs élus pour 8 ans et renouvelés par moitié. Le conseil joue à la fois un rôle de police générale du culte et d'administration des biens. Il connaît également de la nomination des rabbins, des mohelim et des shohetim.